# 沙湾街道 (广州市)
沙湾街道，是中华人民共和国广东省广州市番禺区下辖的一个乡镇级行政单位，位于珠江三角洲中部。该街道为第2批中国历史文化名镇之一。

## 历史地理
沙湾街道位于番禺区东南部，西隔陈村水道、西南隔顺德水道同顺德区陈村镇、伦教镇为邻。因驻地得名。建国初，沙湾街道是当时番禺县的第一区。1956年为沙湾乡，1958年为沙湾公社，1959年榄核公社并入沙湾公社，1962年又复置两公社，1984年为沙湾区，1987年改镇，2020年撤镇设街道。西界陈村水道，北至市桥水道，东止第九沥，南临沙湾水道。顺德水道、紫坭河由西北至东南走向斜贯西南角，把全镇围割出大小两洲。西南角的沙洲——九如围，土质为紫色冲积土，上有古镇紫坭和省属紫坭糖厂。以青萝嶂为中心的低丘台地，占全镇总面积三分之一，其余为冲积平原。沙湾街道以东统称“陇枕片”，为蔗糖基地。青萝嶂西有龙湾峡，其进出口处，建有龙湾水闸，是捍卫市桥的防洪设施。青萝嶂北麓南山峡，形势险峻，是市桥的西部咽喉。

## 景点及商区

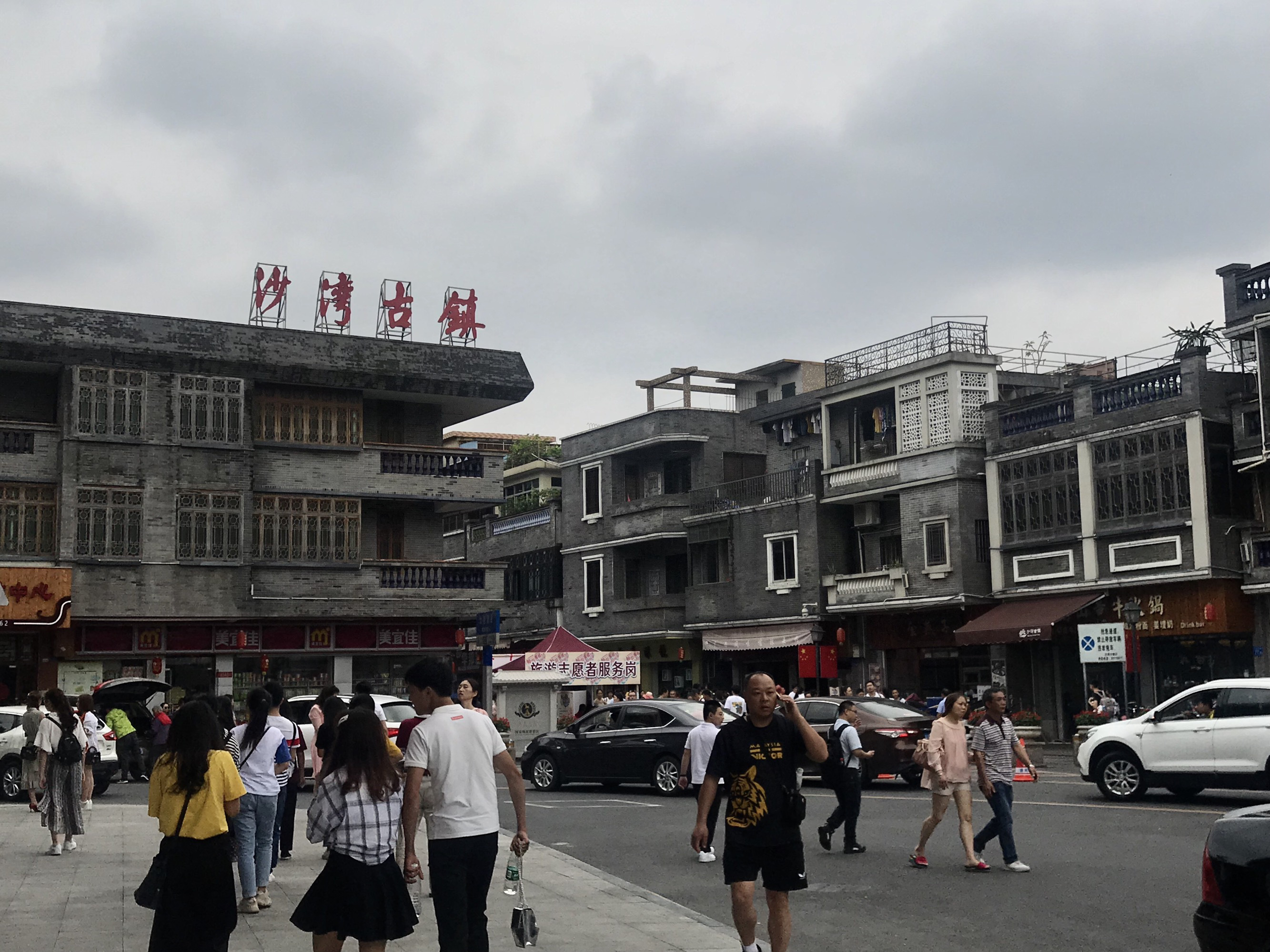
沙湾古镇

- 宝墨园
- 沙湾古镇
- 滴水岩森林公园
- 荔园新天地

## 行政区划
沙湾街道下辖以下地区：
沙湾社区、紫坭社区、渡头社区、东区社区、金沙湾社区、龙岐村、福涌村、沙东村、沙南村、沙西村、沙北村、沙坑村、涌口村、古东村、古西村、新洲村、紫坭村、三善村和龙湾村。

## 中国传统村落
2013年8月，沙湾北村被评为第二批中国传统村落。